# Округ Полк (Северна Каролина)
Округ Полк (енгл. Polk County) је округ у америчкој савезној држави Северна Каролина.

## Демографија
По попису из 2010. године број становника је 20.510, што је 2.186 (11,9%) становника више него 2000. године.
| Група             | 2000.          | 2010.          |
| Белци             | 16.504 (90,1%) | 18.126 (88,4%) |
| Афроамериканци    | 1.079 (5,9%)   | 918 (4,5%)     |
| Азијати           | 44 (0,2%)      | 68 (0,3%)      |
| Хиспаноамериканци | 551 (3,0%)     | 1.122 (5,5%)   |
| Укупно            | 18.324         | 20.510         |